# Амукта (остров)
Амукта (англ. Amukta) — самый западный из Четырехсопочных островов. Расположен к востоку от острова Сигуам.

## География
Амукта, самый западный из Четырехсопочных островов. Наивысшая точка 1055 м над уровнем моря — вулкан Амукта. Остров горист, покрыт тундровой растительностью, мхами, лишайниками и папоротниками.
Климат на острове холодный морской, с частыми туманами и осадками.

## История
В 1768 году остров был открыт русскими мореходами с корабля «Св. Павел». В 1867 году был продан США вместе с Аляской.